# Jardín Botánico de Segovia
El Jardín Botánico de Segovia es un espacio verde situado en el céntrico barrio de Santo Tomás, en la ciudad de Segovia (España), que alberga las especies más representativas de la flora mayor de las provincia, así como plantas decorativas, aromáticas y medicinales. Tiene su entrada por la Calle Santo Tomás y salida por la Calle del Jardín Botánico. 
El jardín se divide en varias zonas: el bosque de galería, el estanque, la noria, el huerto, el jardín de las plantas medicinales y el jardín de las plantas ornamentales. 

## Especies
En una superficie de 6080 m2, el jardín contiene más de 70 especies arbóreas y un centenar de arbustivas que comprenden una excelente representación de la flora segoviana.
En la parte baja, se encuentran arbustos, sabinares y quejijares. A continuación, en el nivel intermedio encontramos los ejemplares más propios de la ornamentación urbana. En la parte alta del parque, la vegetación de ribera y de altura, con sus pinos silvestres, hayedos… 

## Historia
El Jardín Botánico de Segovia fue creado en 1783 por la Real Sociedad Económica de Amigos del País que pidió al Ayuntamiento la cesión de unos terrenos para la creación de un vivero de árboles ornamentales. La idea era plantar allí especies que luego decorarían la ciudad en conformidad con los aires de regeneración urbana del siglo XVIII. En aquel momento, Santo Tomás era un espacio prácticamente descampado. Además, el lugar reunía las condiciones para poder establecer un vivero de plantas, sobre todo teniendo en cuenta la orografía del terreno, en una parte elevada de la ciudad, y que muy cerca se encontraba la Calle de la Caída del Agua (en la actualidad, San Vicente Ferrer), por ser el lugar por el que bajaban las aguas de la parte alta de la ciudad.
En 1801 un socio presentó una moción para su transformación en Jardín Botánico, dando cuenta de que físicos y médicos de la ciudad le habían insinuado la necesidad de cultivar hierbas medicinales que no se encontraban en la ciudad, por lo que se veían obligados a comprarlas en Madrid.
En 1843, la invasión francesa causó la desaparición de la Sociedad Económica, y el Jardín Botánico pasó a ser propiedad del Ayuntamiento. 
Entrado el siglo XX, con el aumento de población y la necesidad de suelo urbanizable, el Botánico quedó en una zona muy cotizada. En 1941 la Congregación de Religiosos Marianistas lo pidió para construir el colegio Marista, en 1962 el Ayuntamiento abrió expediente para construir un polideportivo, en 1964 Educación y Descanso solicitó levantar un frontón cubierto y en 1965 la Diputación Provincial propuso construir viviendas.
En 1985 el arquitecto Collaut Valera presentan un primer proyecto de mejora, que no se acometerá hasta 1994. En 1995 el actual Jardín Botánico de Segovia se inauguró para el público después de una reforma integral que lo convirtió en un Centro de Biodiversidad Urbana. El jardín se dotó de nuevas infraestructuras, como un edificio principal, un estanque, una noria y un huerto, y se incorporaron nuevas especies de plantas y árboles. Además, se encargó al artista segoviano Mariano Carabias la realización de varios murales artísticos que decoran los muros del jardín y que tienen una función didáctica y pedagógica. 
El jardín se ha convertido en un importante recurso educativo gracias al programa "Segovia Educa en Verde" del Ayuntamiento, que ofrece actividades y talleres para todos los públicos. 
El jardín ha sufrido en 2020 otras mejoras y restauraciones, como la instalación de una nueva fuente ornamental en la entrada principal.